# 글루탐산-1-세미알데하이드
글루탐산-1-세미알데하이드(영어: glutamate-1-semialdehyde)는 글루탐산으로부터 유래된 분자로, 오르니틴 및 프롤린의 전구물질이다. 글루탐산-1-세미알데하이드는 글루타밀-tRNA 환원효소에 의해 tRNA에 글루탐산이 결합한 글루타밀-tRNAglu로부터 생성된다. 글루탐산-1-세미알데하이드는 글루탐산-1-세미알데하이드 2,1-아미노뮤테이스에 의해 δ-아미노레불린산으로 전환된다. δ-아미노레불린산은 포르피린 합성 경로의 첫 번째 화합물로, 포유동물에서는 헴으로, 식물에서는 엽록소로 유도된다.

## 같이 보기
- 글루탐산-5-세미알데하이드